# Stadium
Stadium – stacja podziemna Mass Rapid Transit (MRT) na Circle Line w Singapurze. Znajduje się w dzielnicy Kallang, tuż obok Singapore Sports Hub.